# Dolichosauridae
I dolicosauridi (Dolichosauridae) sono un gruppo di rettili acquatici estinti appartenenti agli squamati, a volte posti vicino all'origine dei serpenti. Vissero principalmente all'inizio del Cretaceo superiore (Cenomaniano, circa 100 - 95 milioni di anni fa), anche se sono conosciuti resti risalenti alla fine del Cretaceo inferiore (Aptiano, circa 115 milioni di anni fa). I loro resti fossili sono stati ritrovati in Europa, in Nordamerica e in Asia.

## Descrizione
Questi animali possedevano generalmente un corpo allungato (adatto alla vita acquatica) e zampe corte, e la lunghezza di solito non oltrepassava il metro. Il collo era piuttosto lungo, mentre la coda era molto allungata e compressa lateralmente. Alcuni generi ascritti a questo gruppo (Adriosaurus, Pontosaurus, Eidolosaurus) possedevano vertebre e costole molto spesse (pachiostotiche).
La principale caratteristica diagnostica dei dolicosauridi è stata sempre considerata la contemporanea presenza dell'allungamento dello scheletro assiale (grazie all'aumento del numero delle vertebre) e dell'adattamento di alcune strutture alla vita acquatica (zampe anteriori ridotte con estremità appiattite, una coda compressa lateralmente).

## Classificazione
Le parentele dei dolicosauri con gli altri squamati non sono chiare. Molti studiosi, inoltre, non pensano nemmeno che gli stessi dolicosauri siano un gruppo monofiletico, ma piuttosto che rappresentino forme via via più evolute e specializzate, poste vicino all'origine dei serpenti.
Fin dalla fine del XIX secolo la questione delle parentele di questi animali è stata dibattuta. Studiosi come Nopcsa (1903, 1908) ritennero che i dolicosauri fossero imparentati con i serpenti, mentre gli affini aigialosauri furono considerati stretti parenti dei grandi mosasauri, le lucertole marine del Cretaceo superiore. Analisi filogenetiche più recenti (Caldwell, 1999; Palci e Caldwell, 2007) supportano la tesi di Nopcsa; in ogni caso, i dolicosauri sono considerati successivi sister groups evolutivi verso i serpenti, con i mosasauroidi (aigialosauri e mosasauri propriamente detti) come sister group esterno. In questi studi i "dolicosauri" rappresentano un gruppo parafiletico, costituito da tutti gli ofidiomorfi al di fuori dei serpenti. 

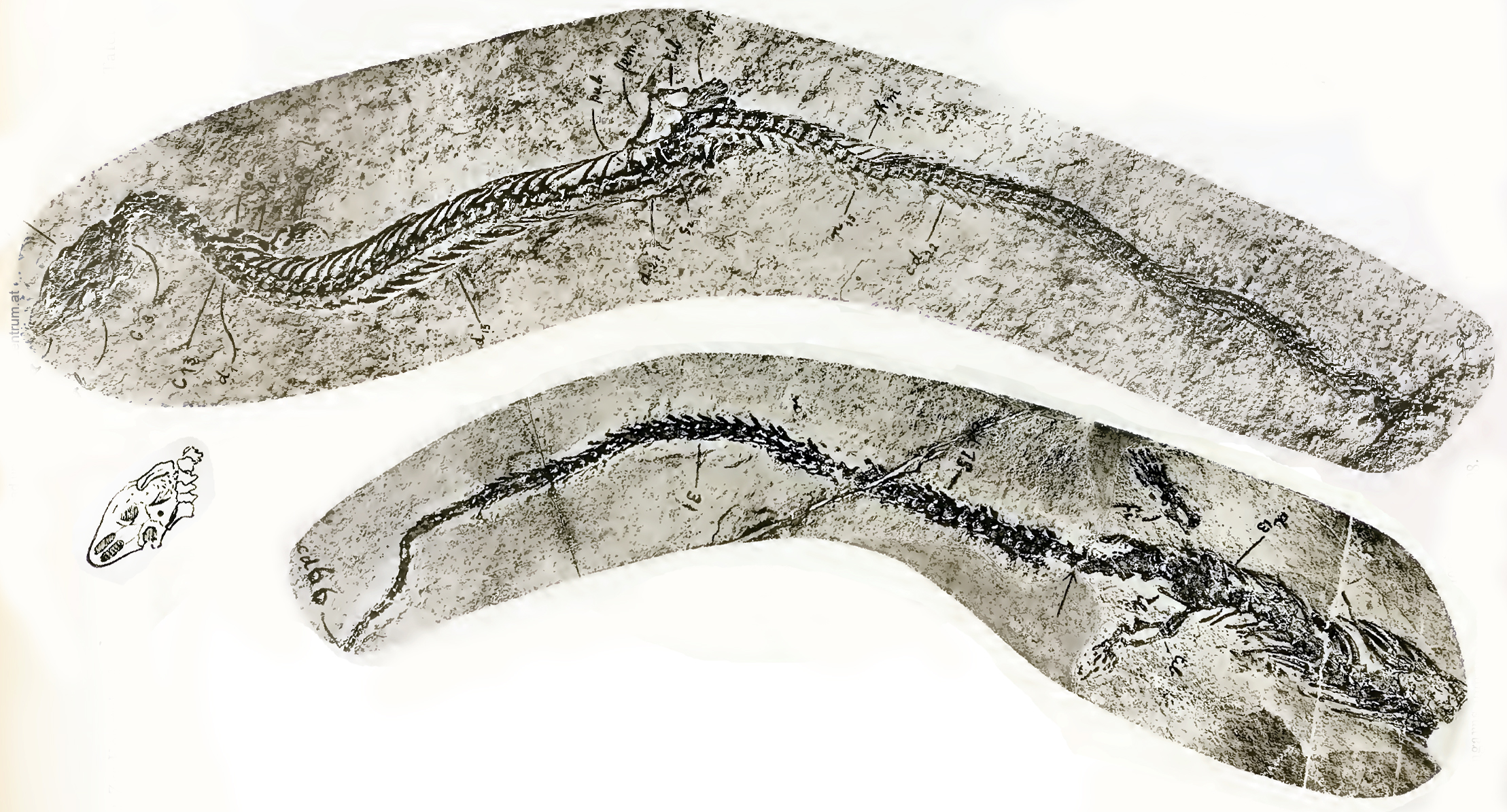
Fossili di Adriosaurus suessi, conservati a Londra e a Vienna

Tra i vari generi di dolicosauri, si ricordano l'antico Kaganaias del Giappone, i più recenti Dolichosaurus, Pontosaurus, Aphanizocnemus, Adriosaurus, Acteosaurus, Eidolosaurus, Judeasaurus e Coniasaurus (tutti risalenti principalmente al Cenomaniano) e Primitivus, il più recente di tutti i dolicosauri, vissuto tra la fine del Cenomaniano e l'inizio del Maastrichtiano.

## Estinzione
Alla fine del Cenomaniano le temperature delle acque mutarono e vi furono numerosi episodi di anossia sui fondali. I dolicosauri non scomparvero durante questo evento, ma diminuirono drasticamente. Le estinzioni durante questa crisi faunistica coinvolsero numerosi invertebrati, che rappresentavano potenziali fonti di cibo per i dolicosauri; successivi eventi avvenuti nel corso del Turoniano (calo della temperatura superficiale delle acque, calo del livello del mare) potrebbero aver causato la definitiva estinzione dei dolicosauri (Jenkyns et al., 2004).